# Râul Topa
Râul Topa este un curs de apă, afluent al râului Holod. 
Râul izvorăște pe versantul nordic al dealurilor vestice ale Munților Pădurea Craiului în zona localității Fâșca, curgând spre Sud-Vest. După ce trece de localitatea Vârciorog, Bihor este cunoscut sub denumirea Pârâul Morilor și traversează o zonă de chei, până la confluența cu râul Pietroasa din localitatea Bucuroaia, unde face un cot de aproximativ 900, după care curge spre sud, până în dreptul localității Hidișel, de unde continuă spre Sud-Vest, până la vărsarea în râul Holod.

## Hărți
- Harta munții Pădurea Craiului  Arhivat în 16 ianuarie 2010, la Wayback Machine.
- Harta munții Apuseni